# Urgleptes puertoricensis
Urgleptes puertoricensis är en skalbaggsart som beskrevs av Gilmour 1963. Urgleptes puertoricensis ingår i släktet Urgleptes och familjen långhorningar. Inga underarter finns listade i Catalogue of Life.